# Steve Pearce (politico)
Stevan Edward Pearce, detto Steve (Lamesa, 24 agosto 1947), è un politico statunitense, membro della Camera dei Rappresentanti per lo stato del Nuovo Messico.

## Biografia
Nato nel Texas, Pearce studiò nel Nuovo Messico e combatté nel Vietnam con l'Air Force.
Entrato in politica, nel 1996 venne eletto all'interno della legislatura statale del Nuovo Messico come membro del Partito Repubblicano e vi rimase fino al 2000, quando si candidò al Senato. La corsa però non ebbe buon esito per Pearce, che venne sconfitto nelle primarie.
Nel 2002 Pearce si candidò alla Camera dei Rappresentanti e riuscì ad essere eletto. Fu riconfermato nel 2004 e nel 2006, ma nel 2008 si candidò nuovamente al Senato. Questa volta riuscì a vincere le primarie repubblicane, sconfiggendo la collega deputata Heather Wilson, ma perse le elezioni generali contro il democratico Tom Udall.
Nel 2010 Pearce annunciò di voler tornare al suo vecchio seggio della Camera e sfidò il deputato democratico che lo aveva succeduto, Harry Teague. Pearce riuscì a sconfiggere Teague e tornò al Congresso.
Nel 2018 si candidò alla carica di governatore del Nuovo Messico ma venne sconfitto dalla democratica Michelle Lujan Grisham.